# Aaron Broussard
Aaron Broussard (nacido el 14 de abril de 1990, Federal Way (Washington)) es un jugador de baloncesto con nacionalidad estadounidense. Mide 1,96 metros, y juega en la posición de base para el Benfica de la Liga Portuguesa de Basquetebol.

## Trayectoria
Es un base formado en Seattle Redhawks donde estuvo desde 2008 a 2012. Tras no ser drafteado en 2012, debutó como profesional en Islandia en las filas del  U.M.F. Grindavik, donde fue campeón y mejor jugador extranjero de la Úrvalsdeild karla, para más tarde, jugar durante cuatro temporadas en equipos modestos de Francia como el Sorgues BC y el Provence Basket.
En los siguientes años pasaría por la liga polaca durante la temporada 2017-2018 en las filas del MKS Dąbrowa Górnicza, comenzaría la temporada 2018-19 en las filas del BC Nizhny Novgorod ruso para jugar la VTB League y la Basketball Champions League, pero a los dos meses después, el base volvería a Polonia para jugar en el Anwil Włocławek la Polska Liga Koszykówki y la Basketball Champions League.
En la temporada 2022-23, firma por el Benfica de la Liga Portuguesa de Basquetebol.